# Штраус Зельник
Гаррі Штраус Зельник (англ. Harry Strauss Zelnick, нар. 26 червня 1957, Бостон, Массачусетс, США) — американський бізнесмен і юрист. Він є засновником, головним виконавчим директором і керуючим партнером приватної інвестиційної компанії ZMC, головою і головним виконавчим директором компанії з виробництва відеоігор Take-Two Interactive, а також колишнім головою медіаконцерну CBS Corporation.

## Молодість
Гаррі Штраус Зельник народився 26 червня 1957 року в Бостоні в єврейській родині. Його мати, Сьюзен Штраус Манелло, померла 22 жовтня 1967 року, коли Гаррі було десять років. Його та його братів і сестер виховували тітка Ельза (уроджена Штраус) та її чоловік Аллан Зельник (помер у 2013 році). Він виріс у містечку Саут-Орандж, штат Нью-Джерсі.
Зельник закінчив Columbia High School в Мейплвуді, штат Нью-Джерсі, у 1975 році і вивчав психологію та англійську мову у Весліанському університеті з 1975 по 1979 рік, отримавши ступінь бакалавра гуманітарних наук з відзнакою. Під час навчання у Весліанському університеті він був національним директором зі зв'язків з громадськістю Коаліції незалежних студентів коледжів та університетів (COPUS). У 1979 році Зельник одночасно вступив до Гарвардської школи бізнесу та Гарвардської школи права, отримавши ступінь магістра ділового адміністрування в першій у 1982 році та доктора права в другій у 1983 році.

## Кар'єра
У 1983 році він почав працювати віце-президентом з міжнародних телевізійних продажів у Columbia Pictures International Television. У 1986 році приєднався до Vestron Inc. на посаді старшого віце-президента з корпоративного розвитку. Наступного року став виконавчим віце-президентом, а в 1988 році був підвищений до посади президента, контролюючи всі управлінські операції компанії. У 1989 році він пішов з компанії, і почав працювати в 20th Century Fox на посаді президента і головного виконавчого директора, а в 1993 році перейшов на роботу в Crystal Dynamics.
Зельник є головним виконавчим директором і керуючим партнером ZMC, інвестиційної компанії прямих інвестицій, що базується в Нью-Йорку і спеціалізується на викупі компаній із залученням позикового капіталу та зростанні капіталу. Він заснував ZMC у 2001 році зі стартовим капіталом у 300 000 доларів США. Після інвесторського поглинання Take-Two Interactive у 2007 році Зельник став головою, головним виконавчим директором і найбільшим акціонером Take-Two.
Зелнік був призначений членом правління корпорації CBS у 2018 році.
У 2021 році ZMC придбала контрольний пакет акцій The Second City, комедійної трупи з Чикаго.

## Особисте життя
Зельник є євреєм. У нього є чотири сестри: Карен Девіс, Бет Кауфман, Марсі Зелнік Родрігес і Лорі Зелнік. Його брат, Карл Д. Зельник, помер у 1995 році. Зельник одружився з Венді Белзберг (дочкою Самуеля Белзберга) у січні 1990 року; їхні заручини були оголошені батьками Белзберг у грудні 1989 року. У них є двоє синів, Купер (1992 р.н.) і Лукас, а також донька Лі.